# وون‌جو
شهر وون‌جو (به کره‌ای: 원주) (به انگلیسی: Wonju) یک شهر در شمال‌شرق کره جنوبی (شرق شبه‌جزیره کره) است که در تابعیت استان گانگوون قرار دارد. این شهر با بیش از ۳۰۰ هزار نفر جمعیت، بزرگترین شهر استان گانگوون می‌باشد.

## تاریخ
شهر وون‌جو دارای قدمتی چندین قرنی می‌باشد. 
در سال ۱۳۹۵ میلادی، با ادغام استان ساحلی گانگ‌نونگ و استان کوهستانی «گیوجو»، استان جدیدی با نام «گانگوون» تأسیس شد. نام این استان با ترکیب هجاهای اول «گانگ‌نونگ» و «وون‌جو» درست شد. در همان سال، برای اولین بار، شهر وون‌جو به عنوان مرکز این استان برگزیده شد.
در ماه اوت سال ۱۸۹۶ میلادی، بعد از ۵ قرن، در پی اصلاحات تقسیماتی در پادشاهی چوسان، مرکز اداری استان گانگوون از وون‌جو به چونچون انتقال یافت. به همین دلیل، در طول دوران استعمار ژاپن بر کره و تا سال ۱۹۴۶ میلادی، شهر وون‌جو، شهری حاشیه‌ای و کوچک با جمعیتی حدود ۲۰ هزار نفر باقی ماند.
در آوریل سال ۱۹۱۴ میلادی، پس از استقرار حکومت استعماری ژاپن بر کره، اراضی تابعهٔ «شهرستان وون‌جو» به ۱۰ قصبه تقسیم شدند، شامل: بورون [부론면]، بونبو [본부면]، پانبو [판부면]، جیجونگ [지정면]، سوچو [소초면]، گاریپا [가리파면]، گومّولسان [금물산면]، گون‌دونگ [건등면]، گویره [귀래면]، هوجو [호저면].
در اکتبر سال ۱۹۱۷ میلادی، «قصبهٔ بونبو» [본부면] به «قصبهٔ وون‌جو» [원주면]، «قصبهٔ گومّولسان» [금물산면] به «قصبهٔ هونگوپ» [흥업면]، و «قصبهٔ گاریپا» [가리파면] به «قصبهٔ شیلّیم» [신림면] تغییر نام یافت.
در ژوئیه سال ۱۹۳۷ میلادی، «قصبهٔ گون‌دونگ» [건등면] به «قصبهٔ مون‌ماک» [문막면] تغییر نام یافت.
در همان تاریخ، «قصبهٔ وون‌جو» [원주면] به شهرک [원주읍] ارتقاء‌ یافت.
در اکتبر سال ۱۹۳۸ میلادی، روستای «ساچون» [사천리] از «قصبهٔ هوجو» جدا شده و به «شهرک وون‌جو» ضمیمه شد.
پس از استقلال کره از ژاپن در سال ۱۹۴۵ میلادی، این کشور به دو نیمه تقسیم شد. مرز بین دو کره در آن زمان، مدار ۳۸ درجه شمالی در نظر گرفته شده بود. این مدار از میان استان (تاریخی) گانگوون عبور می‌کند. در نتیجه استان گانگوون به نیمهٔ شمالی و نیمهٔ جنوبی تقسیم شد. با این وجود، تمامی اراضی این شهرستان، در جنوب این مدار قرار گرفتند، و در تبعیت استان (جنوبی) گانگوون قرار گرفت.
در شروع جنگ کره و در روزهای اول درگیری در تابستان سال ۱۹۵۰ میلادی، هوئنگ‌سونگ و وون‌جو از اولین مناطقی بودند که شاهد کشتارهای جمعی مخالفان و زندانیان سیاسی به دست قوای کره جنوبی بودند. در این منطقه حداقل ۱۷۰ نفر زندانی سیاسی (کمونیست یا مشکوک به کمونسیت) از زندان‌ها تخلیه شده و توسط «کیم مان‌شیک»، افسر پلیس کره جنوبی اعدام فراقانونی شدند.
در طول جنگ کره، بین سال‌های ۱۹۵۰ و ۱۹۵۳ میلادی، شهر وون‌جو سه بار بین طرفین دست‌به‌دست شد. اما با پایان جنگ کره در سال ۱۹۵۳ میلادی و امضای آتش‌بس بین کره شمالی و ایالات متحده آمریکا، تمامی اراضی این شهرستان، بدون تغییر خاصی، تحت حاکمیت کره جنوبی، تحت مدیریت استان (جنوبی) گانگوون، قرار گرفت. در طول جنگ، این شهر به طور گسترده‌ای تخریب شد.
از زمان اتمام جنگ کره به این سو، این شهر به یکی از مناطق تدارکاتی راهبردی مهم ارتش کره جنوبی و قوای آمریکائی تبدیل شده است. به همین دلیل، این شهر شاهد رشد گسترده‌ای بوده است.
در سپتامبر سال ۱۹۵۵ میلادی، «شهرک وون‌جو» با جدائی و استقلال از «شهرستان وون‌جو»، به شهر (در سطح شهرستان، مستقیما در تابعیت استان گانگوون ارتقاء یافت. ۱۵ روستای تابعهٔ شهرک، به «ناحیه» ارتقاء یافته و در تابعیت شهر جدید قرار گرفتند. این ۱۵ ناحیه شامل: «ایلسان» [일산동]، «این» [인동]، «بونگسان ۱ام» [봉산1동]، «بونگسان ۲ام» [봉산2동]، «بونگسان ۳ام» [봉산3동]، «پیونگ‌وون» [평원동]، «ته‌جانگ ۱ام» [태장1동]، «ته‌جانگ ۲ام» [태장2동]، «جونگانگ» [중앙동]، «دان‌گیه» [단계동]، «گه‌ئون» [개운동]، «میونگنیون» [명륜동]، «وون» [원동]، «هاک‌سونگ ۱ام» [학성1동]، «هاک‌سونگ ۲ام» [학성2동].
سه روستای دیگر نیز، «اوسان» [우산리] از «قصبهٔ هوجو»، «دان‌گو» [단구리]  و «هِنگ‌گو» [행구리] از «قصبهٔ پانبو» جدا شده، و به «ناحیه» ارتقاء یافته و ضمیمهٔ این شهر جدید شدند. این شهر جدید متشکل از ۱۸ ناحیه بود.
در همان زمان، «شهرستان وون‌جو» که شامل حومهٔ شهر وون‌جو می‌شد، به «شهرستان وون‌سونگ» [원성군] تغییر نام یافت.
در سپتامبر سال ۱۹۶۱ میلادی، تعدادی از ۱۸ ناحیهٔ فوق الذکر در «شهر وون‌جو» ادغام شدند. نواحی «بونگسان ۱ام» و «۲ام» و «۳ام» به عنوان «ناحیهٔ بونگسان»، نواحی «ته‌جانگ ۱ام» و «۲ام» به عنوان «ناحیه ته‌جانگ»، نواحی «جونگانگ» و «پیونگ‌وون» به عنوان «ناحیهٔ جونگ‌پیونگ» [중평동]، نواحی «این» و «وون» به عنوان «ناحیهٔ وونین»، [원인동]، و نواحی «هاک‌سونگ ۱ام» و «۲ام» به عنوان‌ «ناحیهٔ هاک‌سونگ» ادغام شدند. تعداد نواحی تابعهٔ «شهر وون‌جو» به ۱۲ عدد رسید.
در دسامبر سال ۱۹۶۵ میلادی، ناحیهٔ «جونگ‌پیونگ» به دو ناحیهٔ سابق خود مجددا تقسیم شد. ناحیهٔ «وونین» نیز همین‌طور. نواحی «این» [인동]، «پیونگ‌وون» [평원동]، «جونگانگ» [중앙동]، و «وون» [원동] مجددا تأسیس شدند. تعداد نواحی تابعهٔ «شهر وون‌جو» به ۱۴ عدد رسید.

در ژوئیه سال ۱۹۷۳، روستاهای «بان‌گوک» [반곡리] و «گوان‌سول» 관설리] از «قصبهٔ پانبو» (در تابعیت «شهرستان وون‌سونگ») جدا شده، به «ناحیه»، [반곡동] و [관설동]، ارتقاء یافته و ضمیمهٔ «شهر وون‌جو» شدند. روستای «گاهیون» [가현리] از «قصبهٔ هوجو» نیز به همین‌ صورت به ناحیه‌ای [가현동] در «شهر وون‌جو» ارتقاء یافته، و روستای «موشیل» [무실리] از «قصبهٔ هونگوپ» به  ناحیه‌ای [무실동] در «شهر وون‌جو» ارتقاء یافت. تعداد نواحی تابعهٔ «شهر وون‌جو» به ۱۸ عدد رسید.
در فوریه سال ۱۹۸۳ میلادی، بخشی از «ناحیهٔ گوان‌سول»، «شهر وون‌جو»، تحت عنوان «روستای شینچون» [신촌리] به «قصبهٔ پانبو»، «شهرستان وون‌سونگ» پیوست.
در همان زمان و در تابعیت دو روستای «سان‌هیون» و «مه‌هو» از «قصبهٔ سوون» در شهرستان هوئنگ‌سونگ به «قصبهٔ هوجو» در «شهرستان وون‌سونگ» پیوستند.
در ژانویه ۱۹۸۹ میلادی، «شهرستان وون‌سونگ» به «شهرستان وون‌جو»‌ تغییر نام داد. این شهرستان کماکان مستقل از «شهر وون‌جو» بوده، و اراضی حومه‌ای و روستایی اطراف آن را شامل می‌شده.
در ژانویه سال ۱۹۹۵ میلادی، در پی سیاست تقسیمات اداری کره جنوبی در متحد کردن شهرها و حومه‌های آنها، «شهر وون‌جو» و «شهرستان وون‌جو» با هم تحت نام «شهر وو‌ن‌جو» ادغام شدند. (۱۸ ناحیه و ۹ قصبه)
در فوریه سال ۱۹۹۵ میلادی، ناحیهٔ «میونگنیون» به دو قسمت «میونگنیون ۱ام» [명륜1동] و «میونگنیون ۲ام» [명륜2동] تقسیم شدند. تعداد نواحی تابعهٔ «شهر وون‌جو» به ۱۹ عدد رسید.
در مارس ۱۹۹۵ میلادی، «قصبهٔ مون‌ماک» به شهرک ارتقاء یافت. روستای «ده‌دون» نیز از «قصبهٔ گانگچون»، شهرستان یوجو، استان گیونگ‌گی ضمیمهٔ «شهرک مون‌ماک» شد.
در ژانویه ۱۹۹۹ میلادی، دو ناحیهٔ «جونگانگ» و «پیونگ‌وون»، مجددا به عنوان «ناحیهٔ جونگ‌پیونگ» [중평동] با هم ادغام شدند. دو ناحیهٔ «بان‌گوک» و «گوان‌سول» تحت عنوان «بان‌گوک-گوان‌سول» ادغام شدند. در نهایت، تعداد نواحی وون‌جو به ۱۶ عدد رسید.

## حمل و نقل

### حمل و نقل ریلی
شهر وون‌جو بر روی دو‌راهی  مسیر قطارهای سریع‌السیر ملی کره (KTX) قرار دارد. البته که خطوط ریلی عبوری از وون‌جو، خطوط ویژهٔ سریع‌السیر نمی‌باشند. اما قطارهای سریع‌السیر از این شهر و بر روی خطوط ریلی عادی عبور می‌کنند. از شمال‌غرب، خط ریلی مرکزی (جونگانگ) این شهر را به سئول متصل می‌کند. همین خط، به جنوب ادامه یافته و به جه‌چون و نهایتا به جنوب‌غرب کره و شهر بوسان متصل می‌شود. ایستگاه این خط، با نام «وون‌جو» [원주역]، در غرب شهر می‌باشد.
در شمال‌غرب وون‌جو، خط ریلی دیگری به نام «گیونگ‌گانگ» (به معنی پایتخت به گانگوون) جدا می‌شود. این خط از شمال شهر عبور کرده، و به سمت شرق کره می‌رود. این خط، سئول و وون‌جو را به گانگ‌نونگ متصل می‌کند. ایستگاه این خط، در شمال‌غرب شهر، و با نام «مان‌جونگ» [만종역] می‌باشد. این خط و این ایستگاه در دسامبر سال ۲۰۱۷ میلادی افتتاح شد.
ایستگاه «وون‌جوی غربی (سو-وون‌جو)» [서원주역]، ایستگاه مشترک و محل تلاقی این دو خط، در «قصبهٔ جیجونگ»، در دسامبر سال ۲۰۲۳ افتتاح شد.

### حمل و نقل جاده‌ای
شهر وون‌جو محل تلاقی سه آزادراه سراسری ملی می‌باشد، آزادراه‌های شمارهٔ ۵۰، ۵۲، و ۵۵.
آزادراه شمارهٔ ۵۰، موسوم به «یونگ‌دونگ» [영동고속도로]، غرب به شرق شبه‌جزیره کره را به هم متصل می‌کند. این آزادره از حوالی اینچون در غرب شروع شده و با عبور از شهرهای اقماری جنوب سئول در استان گیونگ‌گی، منجمله با عبور از مرکز آن استان، شهر سوون به وون‌جو می‌رسد. این آزادراه سپس به سمت شرق ادامه یافته و با گذر از میان رشته‌کوه‌های ته‌بِک، به ساحل شرقی شبه‌جزیرهٔ کره و گانگ‌نونگ، می‌رسد. این آزادراه از شمال شهر وون‌جو عبور می‌کند و نقش کنارگذر شمالی این شهر را نیز ایفا می‌کند. منطقهٔ شهری اصلی وون‌جو با یک تقاطع غیرهم‌سطح به این آزادراه متصل است.
آزادراه ۵۲، موسوم به «گوانگجو - وون‌جو» [광주원주고속도로]، آزادراه شرقی-غربی دیگری می‌باشد که به موازات آزادراه شمارهٔ ۵۰ و شمال‌تر از آن کشیده شده است. این آزادراه در شمال شهر وون‌جو و در تقاطعی با آزادراه شمارهٔ ۵۰ شروع شده، و به سمت غرب می‌رود. این آزادراه، به طور مستقیم‌تری شهر وون‌جو را به حوالی سئول متصل می‌کند. این آزادراه در سمت غرب، در گوانگجو در استان گیونگ‌گی به پایان می‌رسد.
آزادراه عبوری دیگر از شهر وو‌ن‌جو، آزادراه شماره ۵۵، موسون به «آزادراه مرکزی (جونگانگ)» [중앙고속도로] می‌باشد. این آزادراه سراسری، از میانهٔ شرقی-غربی شبه‌جزیره کره، در اراضی بسیار کوهستانی، عبور می‌کند. این آزادراه جنوب کره جنوبی و شهر بوسان را به شمال آن، مرکز استان گانگوون، شهر چونچون متصل می‌کند. این آزادراه شرقی‌ترین آزادراه سراسری شمالی-جنوبی در شبه‌جزیرهٔ کره می‌باشد. این آزادراه از غرب شهر وون‌جو عبور می‌کند و نقش کنارگذر غربی این شهر را نیز ایفا می‌کند. منطقهٔ شهری اصلی وون‌جو با یک تقاطع غیرهم‌سطح به این آزادراه متصل است.
در دورادور این شهر، غرب-جنوب-شرق، بزرگراهی به طول کلی ۲۶٫۶ کیلومتر، موسوم به «شاهراه کمربندی جایگزینی ملی شهر وون‌جو» [원주시 국도대체우회도로]،  کشیده شده است که نقش کمربندی را ایفا می‌کند.

## تقسیمات اداری
شهر وون‌جو به ۱۶ ناحیه، ۱ شهرک، و ۸ قصبهٔ تابعه تقسیم شده است. در تابعیت شهرک و قصبهٔ تابعهٔ این شهر، در مجموع ۶۰ عدد روستا وجود دارد. 
|                      |                    |                    |                               |                               |                      |            |         |  |  |  |
|                      |                    |                    |                               |                               |                      |            |         |  |  |  |
| نام                  | کره‌ای (هانگول)     | هانجا              | برگردان لاتین (نظام اصلاح‌شده) | برگردان لاتین (مک‌کیون–ریشاور) | مساحت (کیلومتر مربع) | جمعیت-۲۰۲۵ | خانوار  |  |  |  |
| منطقهٔ شهری وون‌جو     | منطقهٔ شهری وون‌جو   | منطقهٔ شهری وون‌جو   | منطقهٔ شهری وون‌جو              | منطقهٔ شهری وون‌جو              | ۸۴٫۵۶                | ۲۷۶٬۵۴۹    | ۱۳۱٬۹۷۰ |  |  |  |
| ناحیه اوسان          | 우산동             | 牛山洞             | Usan-dong                     | Usan-dong                     | ۷٫۴۰                 | ۱۳٬۰۱۴     | ۶٬۷۱۵   |  |  |  |
| ناحیه ایلسان         | 일산동             | 一山洞             | Ilsan-dong                    | Ilsan-dong                    | ۰٫۸۰                 | ۸٬۱۳۲      | ۴٬۶۳۳   |  |  |  |
| ناحیه بان‌گوک-گوان‌سول | 반곡관설동         | 盤谷觀雪洞         | Bangok-gwanseol-dong          | Pan'gok-kwansŏl-tong          | ۲۱٫۰۰                | ۴۸٬۹۸۱     | ۲۱٬۲۳۷  |  |  |  |
| ناحیه بونگسان        | 봉산동             | 鳳山洞             | Bongsan-dong                  | Pongsan-dong                  | ۷٫۲۶                 | ۷٬۲۰۶      | ۳٬۷۹۵   |  |  |  |
| ناحیه ته‌جانگ ۱ام     | 태장1동            | 台壯1洞            | Taejang 1(il)-dong            | T'aejang 1(il)-tong           | ۳٫۰۴                 | ۱۲٬۶۲۲     | ۶٬۳۲۳   |  |  |  |
| ناحیه ته‌جانگ ۲ام     | 태장2동            | 台壯2洞            | Taejang 2(i)-dong             | T'aejang 2(i)-dong            | ۸٫۹۴                 | ۲۴٬۳۴۰     | ۱۱٬۸۳۸  |  |  |  |
| ناحیه جونگانگ        | 중앙동             | 中央洞             | Jungang-dong                  | Chungang-dong                 | ۱٫۹۰                 | ۲٬۱۸۴      | ۱٬۴۶۳   |  |  |  |
| ناحیه دان‌گو          | 단구동             | 丹邱洞             | Dangu-dong                    | Tan'gu-dong                   | ۳٫۹۱                 | ۴۱٬۸۹۸     | ۱۹٬۹۰۳  |  |  |  |
| ناحیه دان‌گیه         | 단계동             | 丹溪洞             | Dangya-dong                   | Tan'gye-dong                  | ۴٫۱۶                 | ۲۷٬۲۵۴     | ۱۳٬۰۹۵  |  |  |  |
| ناحیه گه‌ئون          | 개운동             | 開運洞             | Gaeun-dong                    | Kaeun-dong                    | ۱٫۰۵                 | ۱۱٬۸۹۶     | ۵٬۷۷۵   |  |  |  |
| ناحیه موشیل          | 무실동             | 茂實洞             | Musil-dong                    | Mushil-tong                   | ۸٫۵۹                 | ۳۶٬۴۱۹     | ۱۶٬۳۷۰  |  |  |  |
| ناحیه میونگنیون ۱ام  | 명륜1동            | 明倫1洞            | Myeongnyun 1(il)-dong         | Myŏngnyun 1(il)-tong          | ۰٫۹۲                 | ۷٬۶۸۸      | ۳٬۶۷۰   |  |  |  |
| ناحیه میونگنیون ۲ام  | 명륜2동            | 明倫2洞            | Myeongnyun 2(i)-dong          | Myŏngnyun 2(i)-dong           | ۰٫۹۴                 | ۱۸٬۲۹۲     | ۹٬۰۴۱   |  |  |  |
| ناحیه وونین          | 원인동             | 園仁洞             | Wonin-dong                    | Wŏnin-dong                    | ۰٫۴۸                 | ۳٬۷۷۴      | ۲٬۱۵۸   |  |  |  |
| ناحیه هاک‌سونگ        | 학성동             | 鶴城洞             | Hakseong-dong                 | Haksŏng-dong                  | ۰٫۷۳                 | ۴٬۱۷۵      | ۲٬۳۱۳   |  |  |  |
| ناحیه هِنگ‌گو          | 행구동             | 杏邱洞             | Haenggu-dong                  | Haenggu-dong                  | ۱۳٫۴۴                | ۸٬۶۷۴      | ۳٬۶۴۱   |  |  |  |
| منطقهٔ حومه‌ای وون‌جو   | منطقهٔ حومه‌ای وون‌جو | منطقهٔ حومه‌ای وون‌جو | منطقهٔ حومه‌ای وون‌جو            | منطقهٔ حومه‌ای وون‌جو            | ۷۸۸٫۰۳               | ۸۵٬۶۰۵     | ۴۲٬۵۹۴  |  |  |  |
| شهرک مون‌ماک          | 문막읍             | 文幕邑             | Munmak-eup                    | Munmak-ŭp                     | ۱۰۴٫۳۴               | ۱۷٬۱۶۹     | ۸٬۹۵۱   |  |  |  |
| قصبه بورون           | 부론면             | 富論面             | Buron-myeon                   | Puron-myŏn                    | ۸۲٫۶۷                | ۲٬۱۴۷      | ۱٬۳۱۳   |  |  |  |
| قصبه پانبو           | 판부면             | 板富面             | Panbu-myeon                   | P'anbu-myŏn                   | ۶۷٫۷۲                | ۶٬۹۵۶      | ۳٬۷۴۱   |  |  |  |
| قصبه جیجونگ          | 지정면             | 好楮面             | Jijeong-myeon                 | Chijŏng-myŏn                  | ۸۹٫۷۰                | ۳۲٬۸۹۶     | ۱۳٬۵۵۴  |  |  |  |
| قصبه سوچو            | 소초면             | 所草面             | Socho-myeon                   | Soch'o-myŏn                   | ۱۰۳٫۰۸               | ۸٬۰۱۳      | ۴٬۴۳۳   |  |  |  |
| قصبه شیلّیم           | 신림면             | 神林面             | Sillim-myeon                  | Shillim-myŏn                  | ۱۲۷٫۴۱               | ۳٬۵۲۷      | ۲٬۰۲۳   |  |  |  |
| قصبه گویره           | 귀래면             | 貴來面             | Gwirae-myeon                  | Kwirae-myŏn                   | ۷۶٫۵۵                | ۲٬۰۶۵      | ۱٬۲۱۲   |  |  |  |
| قصبه هوجو            | 호저면             | 好楮面             | Hojeo-myeon                   | Hojŏ-myŏn                     | ۷۶٫۹۷                | ۳٬۳۱۴      | ۱٬۸۰۰   |  |  |  |
| قصبه هونگوپ          | 흥업면             | 興業面             | Heungeop-myeon                | Hŭngŏm-myŏn                   | ۵۹٫۵۹                | ۹٬۵۱۸      | ۵٬۵۶۷   |  |  |  |

### لیست روستاها
شهرک مون‌ماک
| - بان‌گیه (반계리، Bangye-ri) - بیدو (비두리، Bidu-ri) - پوجین (포진리، Pojin-ri) - چوی‌بیونگ (취병리، Chwibyeong-ri) | - دونگهوا (동화리، Donghwa-ri) - ده‌دون (대둔리، Daedun-ri) - گوندونگ (건등리، Geondeung-ri) - گونگچون (궁촌리، Gungchon-ri) | - مون‌ماک (문막리، Munmak-ri) - هویونگ (후용리، Huyong-ri) |

قصبه بورون
| - بوپ‌چون (법천리، Beopcheon-ri) - جونگسان (정산리، Jeongsan-ri) | - دانگ‌گانگ (단강리، Danggang-ri) - سون‌گوک (손곡리، Songok-ri) | - نولیم (노림리، Nolim-ri) - هونگهو (흥호리، Heungho-ri) |

قصبه پانبو
| - سوگوک (서곡리، Seogok-ri) | - شین‌چون (신촌리، Sinchon-ri) | - گومده (금대리، Geumdae-ri) |

قصبه جیجونگ
| - آنچانگ (안창리، Anchang-ri) - بوتونگ (보통리، Botong-ri) - پانده (판대리، Pandae-ri) | - شین‌پیونگ (신평리، Sinpyeong-ri) - گاگوک (가곡리، Gagok-ri) - گان‌هیون (간현리، Ganhyeon-ri) | - وولسونگ (월송리، Wolseong-ri) |

قصبه سوچو
| - اویگوان (의관리، Uigwan-ri) - پیونگ‌جانگ (평장리، Pyeongjang-ri) - دون‌دون (둔둔리، Dundun-ri) | - سوئام (수암리، Suam-ri) - جانگیانگ (장양리، Jangyang-ri) - گیوهانگ (교항리، Gyohang-ri) | - هاک‌گوک (학곡리، Hakgok-ri) - هونگ‌یانگ (흥양리، Heungyang-ri) |

قصبه شیلّیم
| - سونگ‌گیه (송계리، Songgye-ri) - سونگ‌نام (성남리، Seongnam-ri) - شیلّیم (신림리، Sillim-ri) | - گومچانگ (금창리، Geumchang-ri) - گوهاک (구학리، Guhak-ri) - هوانگدون (황둔리، Hwangdun-ri) | - یونگام (용암리، Yongam-ri) |

قصبه گویره
| - اونّام (운남리، Unnam-ri) - اون‌گیه (운계리، Ungye-ri) | - جوپو (주포리، Jupo-ri) - گویره (귀래리، Gwirae-ri) | - یونگام (용암리، Yongam-ri) |

قصبه هوجو
| - اوکسان (옥산리، Oksan-ri) - جوسان (주산리، Jusan-ri) - ده‌دوک (대덕리، Daedeok-ri) - سان‌هیون (산현리، Sanhyeon-ri) | - گوانگ‌گیوک (광격리، Gwanggyeok-ri) - گوسان (고산리، Gosan-ri) - مان‌جونگ (만종리، Manjong-ri) - موجانگ (무장리، Mujang-ri) | - مه‌هو (매호리، Maeho-ri) - یونگ‌گوک (용곡리، Yonggok-ri) |

قصبه هونگوپ
| - ده‌ئان (대안리، Daean-ri) - ساجه (사제리، Saje-ri) | - مه‌جی (매지리، Maeji-ri) | - هونگوپ (흥업리، Heungeop-ri) |